# 徐甲虎
徐 甲虎（ソ・ガポ、朝鮮語: 서갑호、1914年3月21日 - 1976年11月22日）は、主に関西地方で活動した在日韓国人の実業家。日本・阪本紡績、韓国・邦林紡績の創業者。本貫は達城徐氏。日本名は阪本 栄一。

## 生涯
1914年3月21日に日本統治時代の慶尚南道の蔚州郡三南面で生まれた。彦陽公立普通学校（現・彦陽高等学校）を卒業後、1929年に単身渡日し、商家の丁稚、飴売り、廃品回収、タオル工場の工員などの職業を転々としながら繊維産業のノウハウを蓄積し、第二次世界大戦末期に軍需物資の取引で富を得て繊維工業に参入した。戦後の朝鮮帰国者に対する財産搬出制限により、所有財産を朝鮮に移転できなかったため日本に残り、1948年に大阪府で阪本紡績を設立し、朝鮮特需で資本を蓄積した。また、サンフランシスコ講和条約発効以降は金溶植からの連絡により、韓国銀行東京支店から必要資金を借り入れて駐日デンマーク公使の邸宅（元松方正義邸）を購入し、駐日大韓民国代表部（現・駐日本国大韓民国大使館）に貸与した。1962年にこの駐日大韓民国代表部の敷地と建物を大韓民国に寄付し、本国投資を本格化した。1963年1月には韓国産業銀行のもとにあった泰昌紡織株式会社を買収し、阪本紡績株式会社を設立し、1967年に社名を邦林紡績株式会社へと変更し、韓国における紡績業の発達に大きく関わった。しかし、韓国での評価は芳しくなく、1971年に韓国国会では新民党の議員から不正蓄財の追及を受けていた。
三清洞の自宅にて63歳で死去した。墓所は2回の改葬を経て現在は韓国慶尚北道永川市の万仏寺にある。

## 栄誉・栄典
- 1956年3月28日 産業発展有功
- 1960年8月25日 産業発展有功
- 1964年8月17日 海外市場育成功労
- 1964年12月5日 殖産功労
- 1967年11月30日 銅塔産業
- 1967年12月30日 輸出有功
- 1969年12月1日 産業発展有功
- 1970年8月13日 韓国保健有功
- 1971年4月19日 在日韓国人永住権獲得有功
- 1972年11月30日 外貨獲得有功
- 1973年5月18日 国民勲章 牧丹章
- 1978年5月16日 国民勲章 無窮花章
- 2013年7月13日 駐日韓国大使館の新築に伴い敷地を無償で寄贈した功績を讃え、大使館1階に東鳴室を開館

## 家族
現在の蔚山市にて徐珠魯と朴畢願の三男として1914年に生まれた。朴外得（密陽朴氏）と大阪府泉佐野市で結婚し、三男三女をもうけた。
- 長女・徐福南/文子
  - 歌手の小畑実/康永喆と結婚
- 次女・徐丁南/貞子
  - 伊藤忠インターナショナル取締役会長兼最高経営責任者を務めたJAY W. CHAIと結婚
- 長男・徐相根/阪本実　後に　坂厚整 へ改名
- 次男・徐相旭/阪本勝
  - 加藤化学株式会社の加藤正男の長女・加藤秋子と結婚
- 三女・徐景南/秀子
  - 関西興銀/新韓銀行の李熙健の長男・李勝載と結婚
- 三男・徐相雲/阪本昇

## その他
麻布十番の駐日大使館敷地を購入した理由は、1947年に日本国籍を剥奪され、王族名簿からも除外された李垠に対し住居を提供する目的だったという。 